# Walter (biltillverkare)

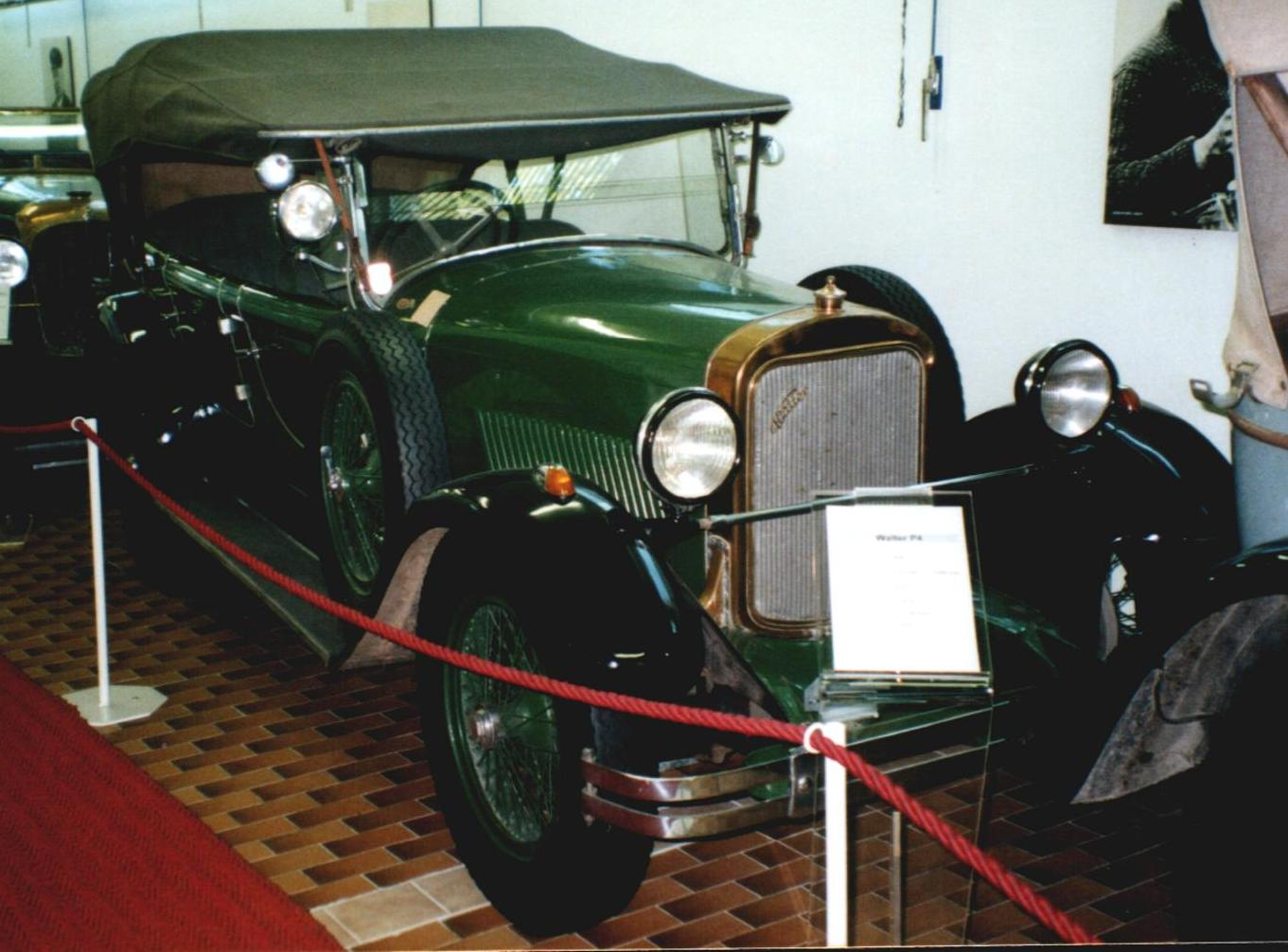
Walter P IV från 1928

Walter var en tjeckisk biltillverkare. Firman grundades 1911 av Josef Walter, som föddes 1873. 1913 byggdes den första personbilen i Prag-Jinonitz . Runt 1928 byggdes många personbilar (se bilden), lastbilar och bussar.